# Renata Zachová
Renata Zachová (* 31. května 2000, České Budějovice) je česká judistka.

## Sportovní kariéra
Pochází z jihočeské obce Svatý Jan nad Malší, narodila se v Českých Budějovicích. S judem začínala v sedmi letech v Českých Budějovicích, postupně pod trenéry Miroslavem Hájkem a Romanem Hellerem, a později pokračovala v nedaleké Kaplici pod vedením Libora Štěpánka. V roce 2015 se Renata Zachová přesouvá za trenérem Jiřím Štěpánem do vrcholového tréninkového centra mládeže v Olomouci. V roce 2018 se ve svých osmnácti letech stala vicemistryní Evropy do 23 let v maďarském Győru. V roce 2020 na lednovém Grand Prix v izraelském Tel Avivu obsadila jako první česká judistka stupně vítězů na turnajích světové tour od jejího zavedení v roce 2009. V listopadu téhož roku v chorvatském Poreči vybojovala juniorský titul Mistryně Evropy.Na seniorském mistrovství Evropy v Záhřebu se stala 26. dubna 2024 mistryní Evropy v judu v kategorii do 63 kilogramů. Titul obhájila 24. dubna 2025 na mistrovství Evropy v Podgorici.
Na letní olympiádě v Paříži vypadla hned v 1. kole turnaje s Maďarkou Szofi Özbasovou.

## Výsledky
| Olympijské hry     | —  |     |     |    |    |  |  |  |  |  |  |  |  |  |  |  |  |  |  |  |  |  |  |
| Mistrovství světa  |    | —   | —   | —  | —  |  |  |  |  |  |  |  |  |  |  |  |  |  |  |  |  |  |  |
| Mistrovství Evropy | —  | —   | —   | —  | —  |  |  |  |  |  |  |  |  |  |  |  |  |  |  |  |  |  |  |
| ME do 23 let       | —  | —   | 2.  | 5. | —  |  |  |  |  |  |  |  |  |  |  |  |  |  |  |  |  |  |  |
| MS juniorů         |    | —   | 7.  | 5. | —  |  |  |  |  |  |  |  |  |  |  |  |  |  |  |  |  |  |  |
| ME juniorů         | —  | —   | úč. | 5. | 1. |  |  |  |  |  |  |  |  |  |  |  |  |  |  |  |  |  |  |
| MS dorostenců      |    | úč. |     |    |    |  |  |  |  |  |  |  |  |  |  |  |  |  |  |  |  |  |  |
| ME dorostenců      | 5. | úč. |     |    |    |  |  |  |  |  |  |  |  |  |  |  |  |  |  |  |  |  |  |